# Farm Frenzy
Farm Frenzy або Весела ферма (рос. Весёлая ферма; англ. Farm Frenzy) — серія казуальних відеоігор, розроблена литовською студією Melesta Games і видана російською компанією Alawar Entertainment. Версія гри для Android була розроблена компанією HeroCraft. Серія використовує аркадну модель, що дозволяє гравцеві керувати виробничими процесами на фермі за допомогою миші. Дебют відбувся у грудні 2007 року на Microsoft Windows.

## Відеоігри
- Farm Frenzy (2 грудня 2007)
- Farm Frenzy 2 (27 серпня 2008)
- Farm Frenzy 3 (11 вересня 2009)
- Farm Frenzy 3: American Pie (15 лютого 2010)
- Farm Frenzy Pack (19 лютого 2010, до цієї збірки увійшли 5 ігор, які є першими 3 іграми, а також American Pie та Pizza Party)
- Farm Frenzy 3: Russian Roulette (26 травня 2010)
- Farm Frenzy 3: Madagascar (18 серпня 2010)
- Farm Frenzy 3: Ice Domain (27 серпня 2010, також відома як Farm Frenzy: Ice Age)
- Farm Frenzy: Animal Country (28 вересня 2010)
- Farm Frenzy: Gone Fishing (30 вересня 2010)
- Farm Frenzy: Ancient Rome (5 квітня 2011)
- Farm Frenzy: Pizza Party (9 травня 2011)
- Crop Busters (2 червня 2011)
- Farm Frenzy: Viking Heroes (2 листопада 2011)
- Farm Frenzy Teil 1-3 (15 жовтня 2012, до цієї збірки увійшли Farm Frenzy 1, 2 та 3)
- Farm Frenzy 4 (29 квітня 2014)
- Alawar Farm Frenzy Bundle (9 вересня 2014, до цієї збірки увійшли Farm Frenzy 1, 2, 3 і Pizza Party)
- Farm Frenzy: Hurricane Season (3 липня 2015)
- Farm Frenzy: Collection (21 серпня 2015, до цієї збірки увійшли всі попередні ігри)
- Farm Frenzy: Heave Ho (26 серпня 2015)
- Farm Frenzy: Refreshed (27 січня 2021)

## Сприйняття

### Огляди
Farm Frenzy була визнана найкращою казуальною грою 2008 року на GDC 2008. У 2009 році Farm Frenzy 2 отримала нагороду iParenting Media Award, як визнання її придатності для сімейного та дитячого дозвілля. 